# Загоринский, Александр Игоревич
Алекса́ндр И́горевич Загори́нский (род. 18 июня 1962, Москва, СССР) — российский виолончелист. Заслуженный артист Российской Федерации (1995).

## Биография
Александр Загоринский родился в 1962 году в Москве в семье музыкантов. В 1970 году поступил в Центральную среднюю специальную музыкальную школу при Московской консерватории имени П. И. Чайковского в класс виолончели преподавателя А. А. Корчагина. С 1973 года по 1981 занимался в классе преподавателя Ю. А. Страшниковой, последовательницы С. Н. Кнушевицкого.
В 1981 году поступил в Московскую государственную консерваторию имени П. И Чайковского в класс народной артистки СССР профессора Н. Н. Шаховской, которая воспитывала в своих учениках верность традициям московской (Козолуповской) виолончельной школы. По камерному ансамблю учился у профессоров А. Л. Зыбцева и Т. А. Гайдамович, по квартету — у профессора А. А. Шишлова. Окончил Консерваторию с отличием в 1986 году по специальности «виолончель» с квалификацией концертного и камерного исполнителя, преподавателя. Затем стажировался у Н. Н. Шаховской в ассистентуре, которую окончил в 1988 году.
В 1987 году поступил по конкурсу в группу виолончелей Академического симфонического оркестра Московской государственной академической филармонии. Работу в оркестре Загоринский совмещал с педагогической, в Музыкальном училище при Московской консерватории, и концертной деятельностью.
С 1999 года Загоринский преподавал виолончель в Российской академии музыки имени Гнесиных.
С 1991 по 2000 год Загоринский служил первым концертмейстером группы виолончелей Академического симфонического оркестра Московской государственной академической филармонии. В этот период он регулярно выступал с оркестром под управлением художественного руководителя коллектива В. С. Синайского. Были исполнены концерты для виолончели с оркестром Р. Шумана, Д. Шостаковича, партия солирующей виолончели в Симфонических вариациях Р. Штрауса «Дон Кихот», «Вариации на тему Рококо» П. И. Чайковского, концерт для скрипки и виолончели с оркестром И. Брамса.
С 2000 по 2007 год был концертмейстером группы виолончелей Государственного академического камерного оркестра России, которым в этот период руководил пианист и дирижёр К. Орбелян.
В 2007 году Загоринский перешёл на основную работу преподавателем в РАМ им. Гнесиных. Также он ведёт класс виолончели в Музыкальном училище имени Гнесиных и в Детской музыкальной школе имени М. И. Глинки.

### Семья
Жена — Татьяна Ивановна Устинова, виолончелистка, окончила Московскую консерваторию.
Дед — Николай Григорьевич Загоринский — фаготист, работал в Одесском оперном театре.
Отец — Игорь-Святослав Николаевич Загоринский, пианист, окончил Московскую консерваторию по классу профессора Н. Емельяновой, преподавал в Московском Институте культуры;
Мать — Виргиния Михайловна Загоринская, пианистка, окончила Московскую консерваторию по классу профессора Н. Емельяновой и преподавала в Академическом музыкальном училище при Московской консерватории имени П. И. Чайковского. Дед со стороны матери Михаил Григорьевич Ефремов — инженер по строительству фундаментов мостов, в третьем браке состоял с народной артисткой СССР профессором Московской консерватории Т. П. Николаевой и оказал большое влияние на музыкальное воспитание Александра.
Сестра — Наталья Игоревна-Святославовна Загоринская, певица, народная артистка России.
Дети от первого брака с Татьяной Юрьевной Склеминой: сын Андрей Александрович Загоринский, научный сотрудник, дочь Мария Александровна Загоринская, певица, окончила Московскую консерваторию.

## Творческие контакты
Большое место в исполнительском творчестве Загоринского занимает интерпретация музыки композиторов конца XX века и современных авторов. Он стал первым исполнителем многих сочинений Э. Денисова, В. Дашкевича, Ю. Каспарова, А. Щетинского, Дж. Эпплтона.
Загоринский первым исполнил виолончельный концерт № 2 Н. Капустина с камерным оркестром, двух сонат (Вторая соната посвящена Загоринскому), пьес — «Элегия», «Бурлеска» и «Почти вальс», «Интродукции» и «Скерцино» для виолончели соло, сюиты для виолончели соло, дуэта для альт-саксофона и виолончели и партий виолончели во многих ансамблях.
Артист играл с ведущими оркестрами под управлением В. Синайского, Ю. Симонова, М. Эрмлера, Ф. Глущенко и других дирижёров. Совместно с пианистом и органистом А. Шмитовым он записал ряд компакт-дисков из произведений С. Рахманинова, А. Тансмана, Э. Денисова, а также сборник из произведений Франка, Дебюсси, Регера и Респиги, сонаты Марчелло и Вивальди с органом и др.
Особое место для Загоринского занимает творческий союз с норвежским пианистом, профессором Эйнаром Стин-Ноклебергом. Музыканты неоднократно выступали на сценах Малого и Рахманиновского залов Московской консерватории, в Архангельске, Вологде, Смоленске, Владимире, Нижнем Новгороде, Анапе, Новороссийске и др. Дуэт также выступал в Ганновере в Высшей школе музыки, в зальцбургском Моцартеуме, в Сант-Галлене, на фестивалях Э. Грига в Бергене и Осло. Музыканты вместе записали сонаты Грига и Рахманинова, произведения Шумана и Пфицнера, сонаты Брамса и Мендельсона для виолончели и фортепиано.
В 2014 году Загоринский и Стин-Ноклеберг исполнили программы из произведений молодых современных композиторов сначала на фестивале современной музыки в Осло, а затем на фестивале «Московская осень» в концертном зале Дома композиторов в Москве. В том же году для фирмы «Мелодия» записан компакт-диск из произведений Шуберта и Шопена. В 2016 году вышел бокс-сет из пяти компакт-дисков, посвящённый музыке И. С. Баха. В альбоме представлены шесть виолончельных сюит соло, шесть французских сюит для фортепиано и три сонаты для виолончели и клавира. В конце 2020 года музыканты выпустили цифровой альбом со всеми сонатами Л. Бетховена для виолончели и фортепиано.

## Признание и награды
- Заслуженный артист Российской Федерации (27 января 1995) — за заслуги в области искусства[7];
- Лауреат Всесоюзного конкурса музыкантов-исполнителей (виолончель), 1985 год, Кишинёв, 2-я премия;
- Лауреат VIII Международного конкурса камерной музыки (виолончель — фортепиано) в г. Трапани (Италия), 1988 год, 3-я премия;
- Лауреат IX Международного конкурса им. П. И. Чайковского (виолончель), Москва, 1990 год, 6-я премия;
- Доцент по кафедре виолончели, контрабаса и арфы (Приказ Федеральной службы по надзору в сфере образования и науки от 17.02.2010 г. № 341/95);
- Ветеран труда (19.01.2015);
- Профессор по специальности «Музыкальное искусство» (Приказ Министерства образования и науки РФ от 2.02.2018 № 132/нк-1);
- Благодарность Министерства культуры РФ за большой вклад в развитие культуры, активное участие в подготовке и проведении I Всероссийского музыкального конкурса 2010, 2011 годов. Приказ № 472-вн от 23.04.2012, Москва.

- Орден Дружбы (17 ноября 2007[8]);
- Медаль «В память 850-летия Москвы» (26 февраля 1997).

## Опубликованные работы

### Нотные издания
- Партиты для виолончели и фортепиано Т. Смирновой, соч. 72 №2. Редакция А. Загоринского партии виолончели. — Москва: Музыка, 2011. — ISBN 978-5-7140-1215-0.
- Дашкевич В. Д. Сонаты для виолончели и фортепиано В. Дашкевича.  21 Соната: Для виолончели и фортепиано/Ред. А.Загоринского.. — Москва: Музыка, 2012. — 48 с. — ISBN 979-706380-76-6.
- Сюита для виолончели соло Н. Капустина, соч.12. Редактор – А. Загоринский. — Музыка, 2013. — ISBN 979-0-66006-053-7.
- А. Пиатти. 12 каприсов для виолончели соло, op.25, “Воспоминание о Трубадуре Верди” для виолончели и фортепиано, ор.20 (учебно-методическое пособие в комплекте с аудио компакт-диском). — Москва: Композитор, 2017. — ISBN 979-0-706431-81-9.

### Статьи
- Виолончель в творчестве Николая Капустина // Музыкальная академия. — 2017. — № 1. — С. 105—109. Архивировано 11 июля 2020 года.
- Инструмент с человеческим голосом. Формирование выразительных приемов игры на виолончели // Музыкальная академия. — 2017. — № 2. — С. 87—91. Архивировано 11 июля 2020 года.